# Concó
Concó är ett vattendrag i Ungern.   Det ligger i provinsen Komárom-Esztergom, i den nordvästra delen av landet, 80 km väster om huvudstaden Budapest.